# Sony Ericsson W700i

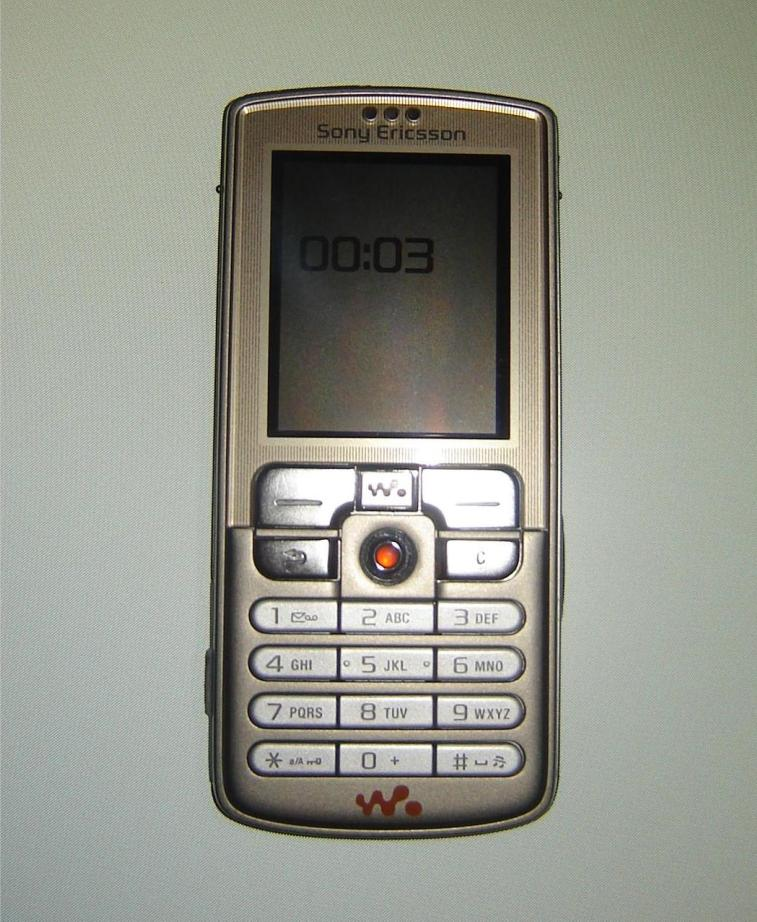
Sony Ericsson W700i

Sony Ericsson W700i — упрощенный аналог модели W800i. Отличается отсутствием автофокуса, немного модифицированным корпусом и некоторыми другими опциями.

## Дата анонсирования
Апрель, 2006 г.

## Основные характеристики
- Стандарт: GSM-900/1800/1900
- Размеры: 100 x 46 x 20 мм.
- Вес: 99 г.
- Стандартный аккумулятор: Li-Polymer BST-37 (900 mAh) 3.6 V
- Характеристики аккумулятора:
  - Режим разговора: 9 ч.
  - Режим ожидания: 400 ч.
  - Зарядка: около 2,5 часов
- Антенна: Встроенная
- Дисплей и мелодии
  - Дисплей: выполнен по технологии TFT, отображает 262144 цветов, разрешение 176 x 220, диагональ 1,8″
  - Мелодии: Полифонические мелодии, 40 тональностей, MP3 на звонок
- Передача данных
  - Встроенный модем
  - Bluetooth
  - ИК-порт
  - USB
- Доступ в Интернет: WAP 2.0, GPRS, HSCSD, POP/SMTP-клиент
- Комплектация:	телефон, аккумулятор, сетевое з/у, стереонаушники с адаптером, интерфейсный кабель, карта памяти Memory Stick PRO Duo 256 МБ, переходник для разъема Memory Stick, диск ПО, инструкция

## Дополнительные возможности
- Скоростной набор T9
- Джойстик
- Память телефона: 34 МБ (внутренняя) + карта памяти Memory Stick Pro Duo (До 4 ГБ)
- Цифровая камера максимальным разрешением 2 Мп (1600x1200), с поддержкой видеороликов, вспышка (без автофокуса)
- Java
- Игры
- Список задач
- Будильник
- Калькулятор
- Громкая связь
- Диктофон
- Радио
- MP3-плеер